# Volontà Popolare
Volontà Popolare (in spagnolo Voluntad Popular - VP; ufficialmente Voluntad Popular Activistas - VPA) è un partito politico venezuelano.
Fondato il 5 dicembre 2009 da Leopoldo López, è di ispirazione progressista, socialdemocratica e liberale.
Uno dei principali esponenti del partito era Juan Guaidó, presidente dell Assemblea nazionale dal 5 gennaio 2019 e, dal 23 gennaio dello stesso anno, si è autoproclamato presidente incaricato del Venezuela pro tempore.

## Storia
Volontà Popolare affonda le sue radici nelle reti popolari (Redes Populares) costituite nel 2004 come mezzo per promuovere l'azione sociale e la leadership. L'anno 2007 ha visto la formazione del cosiddetto movimento di opposizione "2D", che ha considerato il referendum costituzionale chiamato da Hugo Chávez un tentativo di imporre la dittatura al paese.
Questo è stato seguito nel 2009 dalla formazione del movimento per l'azione sociale (Accion Social), che ha riunito "giovani, lavoratori, leader della comunità, uomini d'affari e politici".
Il 5 dicembre 2009 Leopoldo López, insieme agli altri leader di altri partiti politici, Un Nuovo Tempo, Primero Justicia e Azione Democratica, hanno annunciato ufficialmente la formazione del movimento di volontà popolare (Movimiento Voluntad Popular) durante un forum a Valencia.
Il Consiglio elettorale nazionale, il 1º febbraio 2010, ha rifiutato di consentire al gruppo di chiamarsi Movimiento Voluntad Popular, presumibilmente a causa della somiglianza tra questo nome e quello del Movimiento Base Popular, un partito politico regionale in Apure. Ciò ha frustrato il desiderio del partito di presentare candidati alle elezioni parlamentari del 2010; tuttavia, tre membri del partito hanno vinto le elezioni per l'Assemblea nazionale, due dei quali con il sostegno della Coalizione per Mesa de la Unidad Democrática (MUD).
Il 14 gennaio 2011, il Consiglio elettorale nazionale del Venezuela (Consejo Nacional Electoral) ha formalmente accettato Volontà Popolare come legittimo partito politico. Questo è stato seguito da un evento senza precedenti nella storia politica venezuelana, vale a dire la scelta dei funzionari di un partito alle elezioni aperte, che si sono svolte il 10 luglio 2011. Successivamente, i candidati MUD per la presidenza e gli uffici del governo dello stato sono stati selezionati in primarie che hanno avuto luogo il 12 febbraio 2012. Leopoldo López si era ritirato e aveva sostenuto Henrique Capriles Radonski, eletto candidato al MUD per le elezioni presidenziali del 7 ottobre 2012. Hugo Chávez è stato rieletto presidente e il partito ha ricevuto 471.677 voti. Alle elezioni regionali del 16 dicembre 2012, il partito è stato istituito come quarto partito più grande della coalizione MUD e come sesto a livello nazionale. Il leader giovanile, David Smolansky, ha vinto le elezioni municipali del 2013 per il sindaco del comune di El Hatillo nello stato di Miranda. 
Voluntad Popular ha avuto un ruolo centrale nelle proteste che hanno avuto luogo in Venezuela all'inizio del 2014. López è stato incolpato dal governo del presidente Nicolas Maduro per tre morti avvenute durante le proteste del 12 febbraio e il giorno successivo un tribunale di Caracas ha confermato una richiesta della Procura della Repubblica per ordinare il suo arresto. "Senza dubbio, la violenza è stata creata da piccoli gruppi coordinati, esaltati e finanziati da Leopoldo López", ha dichiarato Jorge Rodriguez, sindaco del Partito Socialista del comune di Libertador a Caracas.
"Il governo sta giocando la carta della violenza, e non per la prima volta", ha affermato López. "Mi stanno incolpando senza alcuna prova... Ho la coscienza pulita perché abbiamo chiesto la pace." Ha aggiunto: "Non ci ritireremo e non possiamo ritirarci perché si tratta del nostro futuro, dei nostri figli, di milioni di persone". Il 16 febbraio López annunciò che si sarebbe consegnato al governo venezuelano dopo un'altra protesta. "Non ho commesso alcun crimine", ha detto. "Se c'è una decisione di buttarmi legalmente in prigione, mi sottometterò a questa persecuzione"